# City of Troy
City of Troy est un cheval de course né en 2021, appartenant à l'écurie irlandaise Coolmore, entraîné par Aidan O'Brien et monté par Ryan Moore. Vainqueur du Derby d'Epsom, il est sacré meilleur poulain d'Europe en 2023 et 2024. 

## Carrière de courses
Né au haras américain de Coolmore, City of Troy est envoyé à Ballydoyle, le centre d'entraînement d'Aidan O'Brien. Il débute en juillet à domicile, au Curragh, précédé d'une flatteuse réputation. Ses débuts victorieux sont de bon augure, mais sa carrière s'envole pour de bon lorsqu'il laisse sur place ses adversaires à Newmarket en juillet, dans un groupe 2. L'avenir confirmera la folle impression laissée ce jour-là puisque son dauphin, Haatem, est appelé à devenir l'un des meilleurs poulains européens l'année suivante, montant sur les podiums des 2000 Guineas et des Irish 2000 Guineas. City of Troy, lui, assoit définitivement son leadership dans les Dewhurst Stakes, la plus prestigieuse courses pour 2 ans en Europe, qui désigne le plus souvent les favoris des classiques du printemps. Une nouvelle fois, il ne rencontre pas d'opposition, et obtient un remarquable rating FIAH de 125, soit le meilleur rating de 2 ans depuis le légendaire Frankel et ses 126 en 2010. Il est naturellement élu 2 ans de l'année en Europe.
En 2024, City of Troy est attendu comme le messie. Aidan O'Brien, qui certes dispose du plus riche effectif au monde, a la fâcheuse habitude de déclarer plus ou moins chaque année qu'il dispose dans ses boxes du meilleur cheval qu'il a jamais entraîné. Et l'entraîneur irlandais n'a pas failli à la tradition, déclarant qu'il n'avait jamais eu entre les mains un poulain aussi doué que City of Troy. Il est rejoint dans l'enthousiasme par Michael Tabor, l'un des associés de Coolmore, qui déclare que l'écurie irlandaise a trouvé son Frankel. Durant l'hiver, il est question de tenter la triple couronne : 2000 Guineas, Derby, St Leger, un triptyque qui n'a plus été accompli depuis Nijinsky en 1970, et que Camelot a bien failli offrir à Coolmore en 2012. Puis, au printemps, changement de programme : pour faire honneur à son père Justify, vainqueur de la triple couronne américaine, il est envisagé d'envoyer le poulain courir les Travers Stakes en août à Saratoga, après les Guinées et le Derby. Encore faut-il remporter les deux classiques britanniques du printemps. 
City of Troy rentre directement dans les 2000 Guineas, le 4 mai. Il est le grandissime favori, et rien ni personne ne semble en mesure d'empêcher le triomphe. Et pourtant, patatras : le poulain sombre corps et âmes sur le Rowley Mile, terminant dans le lointain, sans jus, sans force. 17 longueurs derrière un autre invaincu, le Godolphin Notable Speech. City of Troy n'est pas Nijinsky, ni Frankel, mais peut-être une étoile filante parmi d'autres, rejoignant les Arazi, Pinatubo et autres illusionnistes, 2 ans de feu éteints six mois plus tard. O'Brien, lui, n'en croit rien, et s'il n'a pas d'explication à fournir quant au flop monumental de Newmarket, il maintient sa confiance au poulain. Lequel semble tout de même décidé à lui rendre, en s'imposant nettement dans le Derby d'Epsom un mois plus tard, renvoyant les Guinées au simple accident de parcours, à la tache dans le palmarès. Mais la désillusion a été si forte que City of Troy doit encore lever les doutes. Et ce n'est pas sa victoire laborieuse dans les Eclipse Stakes, face à un petit lot, qui est de nature à y parvenir. Pourtant, le partenaire de Ryan Moore vient là de gagner sa cinquième course en six apparitions, et son troisième groupe 1. En revanche, sa prestation dans les International Stakes est d'une toute autre envergure. Face à un lot très bien composé, il s'y impose à la manière des forts, d'un bout à l'autre, repoussant la formidable attaque du hongre français Calandagan, qui venait de ridiculiser certains des meilleurs 3 ans anglo-britanniques à Ascot, dans les King Edward VII Stakes. Reléguant à plus de huit longueurs la future lauréate du Prix de l'Arc de Triomphe, Bluestocking, il explose de près d'une seconde le record de la course, appartenant au grand Sea The Stars, et devient le premier cheval à boucler le triptyque Derby / Eclipse / International Stakes depuis ce même Sea The Stars en 2009. Aidan O'Brien n'avait au moins pas totalement tort.  
Pour l'arrière-saison, O'Brien délaisse la piste classique, qui aurait emmené City of Troy vers le Prix de l'Arc de Triomphe sur le gazon de Longchamp et fait valoir son ascendance paternelle américaine en visant la Breeders' Cup Classic sur le dirt de Del Mar. L'excitation monte autour de cette candidature européenne dans la course réunissant les meilleurs chevaux américains, tous âges confondus, et City of Troy est consacré co-favori. Las, malgré une longue préparation, le poulain manque son départ, ne supporte pas la poussière californienne et s'avoue rapidement vaincu, observant de loin les couleurs de Coolmore triompher grâce au 3 ans américain Sierra Leone. Cette déroute n'empêche pas City of Troy d'être élu 3 ans de l'année en Europe (un doublé à 2 et 3 ans réussi avant lui par les seuls New Approach, Frankel et Too Darn Hot), et surtout cheval de l'année.    

### Résumé de carrière
| Date        | Hippodrome  | Pays        | Course                | Statut      | Distance    | Jockey      | Place       | Écart       | Vainqueur ou deuxième |
| 2023, 2 ans | 2023, 2 ans | 2023, 2 ans | 2023, 2 ans           | 2023, 2 ans | 2023, 2 ans | 2023, 2 ans | 2023, 2 ans | 2023, 2 ans | 2023, 2 ans           |
| ----------- | ----------- | ----------- | --------------------- | ----------- | ----------- | ----------- | ----------- | ----------- | --------------------- |
| 1er juillet | Curragh     | Irlande     | Maiden                |             | 1 400 m     | Ryan Moore  | 1er / 13    | 2 ½         | Galen                 |
| 15 juillet  | Newmarket   | Royaume-Uni | Superlative Stakes    | Gr. 2       | 1 400 m     | Ryan Moore  | 1er / 9     | 6 ½         | Haatem                |
| 14 octobre  | Newmarket   | Royaume-Uni | Dewhurst Stakes       | Gr. 1       | 1 400 m     | Ryan Moore  | 1er / 8     | 3 ½         | Alyanaabi             |
| 2024, 3 ans |             |             |                       |             |             |             |             |             |                       |
| 4 mai       | Newmarket   | Royaume-Uni | 2000 Guineas          | Gr. 1       | 1 600 m     | Ryan Moore  | 9e / 11     | 17          | Notable Speech        |
| 1er juin    | Epsom       | Royaume-Uni | Derby                 | Gr. 1       | 2 400 m     | Ryan Moore  | 1er / 16    | 2 ¾         | Ambiente Friendly     |
| 6 juillet   | Sandown     | Royaume-Uni | Eclipse Stakes        | Gr. 1       | 2 000 m     | Ryan Moore  | 1er / 6     | 1           | Al Riffa              |
| 21 août     | York        | Royaume-Uni | International Stakes  | Gr. 1       | 2 060 m     | Ryan Moore  | 1er / 13    | 1           | Calandagan            |
| 2 novembre  | Del Mar     | États-Unis  | Breeders' Cup Classic | Gr. 1       | 2 000 m     | Ryan Moore  | 8e / 14     | 12 ¾        | Sierra Leone          |

## Au haras
À l'issue de sa campagne de 3 ans, City of Troy intègre le parc d'étalons Coolmore en Irlande, où il fait la monte à 75 000 €.

## Origines
City of Troy est né dans la pourpre, fruit d'un croisement typique de Coolmore, qui unit fréquemment le courant de sang dominant en Europe, celui de ses étalons Sadler's Wells et Galileo, avec des étalons américains entrés dans son giron. Justify est de ceux-là. Moyennant 75 millions de dollars, il a intégré l'antenne américaine de Coolmore, invaincu après être devenu en 2018 le treizième détenteur de la Triple Couronne des courses américaines, et le deuxième à réaliser cette passe de trois en étant invaincu après Seattle Slew en 1977. Investissement justifié, puisque dans la foulée de son père Scat Daddy, lui aussi avalé par l'ogre Coolmore, Justify se révèle un étalon formidable, capable de produire des champions de chaque côté de l'Atlantique et, chose rare, tant sur dirt que sur gazon. Ainsi, en 2023 ses 2 ans réalisent une véritable razzia des deux côtés de l'Atlantique. Just FYI est sacrée meilleure pouliche américaine et Hard to Justify meilleure pouliche sur le gazon, tandis qu'en Europe City of Troy est élu meilleur 2 ans de l'année et Opera Singer remporte la récompense équivalente pour les pouliches. De quoi revoir son prix de saillie à la hausse, qui grimpe jusqu'à 200 000 dollars, avant d'être tenu secret.
Together Forever, la mère de City of Troy, est une fille de Galileo acquise yearling par Coolmore pour 680 000 euros. Bonne pioche : issue de l'élevage Juddmonte, elle est la fille d'une jument inédite, Green Room, qui s'est avérée une grande poulinière, puisqu'elle est la mère de : 
- Lord Shanakill (par Speightstown) : Prix Jean Prat, 2e des Dewhurst Stakes, 3e du Prix Morny, des St. James's Palace Stakes et des Lockinge Stakes.
- Forever Together (par Galileo) : Oaks, 2e Irish Oaks, Pretty Polly Stakes.
- Signe (par Sea The Stars), mère de :
  - Carmers (par Wootton Bassett) : Queen's Vase (Gr.2)
- Together Forever (Galileo) : Fillies' Mile. Mère de : 
  - Military Style (War Front): Tyros Stakes (Gr.3), 2e Marble Hill Stakes (Gr.3)
  - Absolute Ruler (War Front), 3e Juvenile Stakes.
  - City of Troy

### Pedigree
| Origines de City of Troy (USA), mâle bai né en 2021 | Origines de City of Troy (USA), mâle bai né en 2021 | Origines de City of Troy (USA), mâle bai né en 2021 | Origines de City of Troy (USA), mâle bai né en 2021 |
| --------------------------------------------------- | --------------------------------------------------- | --------------------------------------------------- | --------------------------------------------------- |
| Père Justify                                        | Scat Daddy                                          | Johannesburg                                        | Hennessy                                            |
| Père Justify                                        | Scat Daddy                                          | Johannesburg                                        | Myth                                                |
| Père Justify                                        | Scat Daddy                                          | Love Style                                          | Mr. Prospector                                      |
| Père Justify                                        | Scat Daddy                                          | Love Style                                          | Likeable Style                                      |
| Père Justify                                        | Stage Magic                                         | Ghostzapper                                         | Awesome Again                                       |
| Père Justify                                        | Stage Magic                                         | Ghostzapper                                         | Baby Zip                                            |
| Père Justify                                        | Stage Magic                                         | Magical Illusion                                    | Pulpit                                              |
| Père Justify                                        | Stage Magic                                         | Magical Illusion                                    | Voodoo Lily                                         |
| Mère Together Forever                               | Galileo                                             | Sadler's Wells                                      | Northern Dancer                                     |
| Mère Together Forever                               | Galileo                                             | Sadler's Wells                                      | Fairy Bridge                                        |
| Mère Together Forever                               | Galileo                                             | Urban Sea                                           | Miswaki                                             |
| Mère Together Forever                               | Galileo                                             | Urban Sea                                           | Allegretta                                          |
| Mère Together Forever                               | Green Room                                          | Theatrical                                          | Nureyev                                             |
| Mère Together Forever                               | Green Room                                          | Theatrical                                          | Tree of Knowledge                                   |
| Mère Together Forever                               | Green Room                                          | Chain Fern                                          | Blushing Groom                                      |
| Mère Together Forever                               | Green Room                                          | Chain Fern                                          | Chain Store (famille 9-e)                           |